# Acanthinevania quinquelineata
Acanthinevania quinquelineata är en stekelart som först beskrevs av Jean-Jacques Kieffer 1904.  Acanthinevania quinquelineata ingår i släktet Acanthinevania och familjen hungersteklar. Inga underarter finns listade i Catalogue of Life.